# London Evening Post

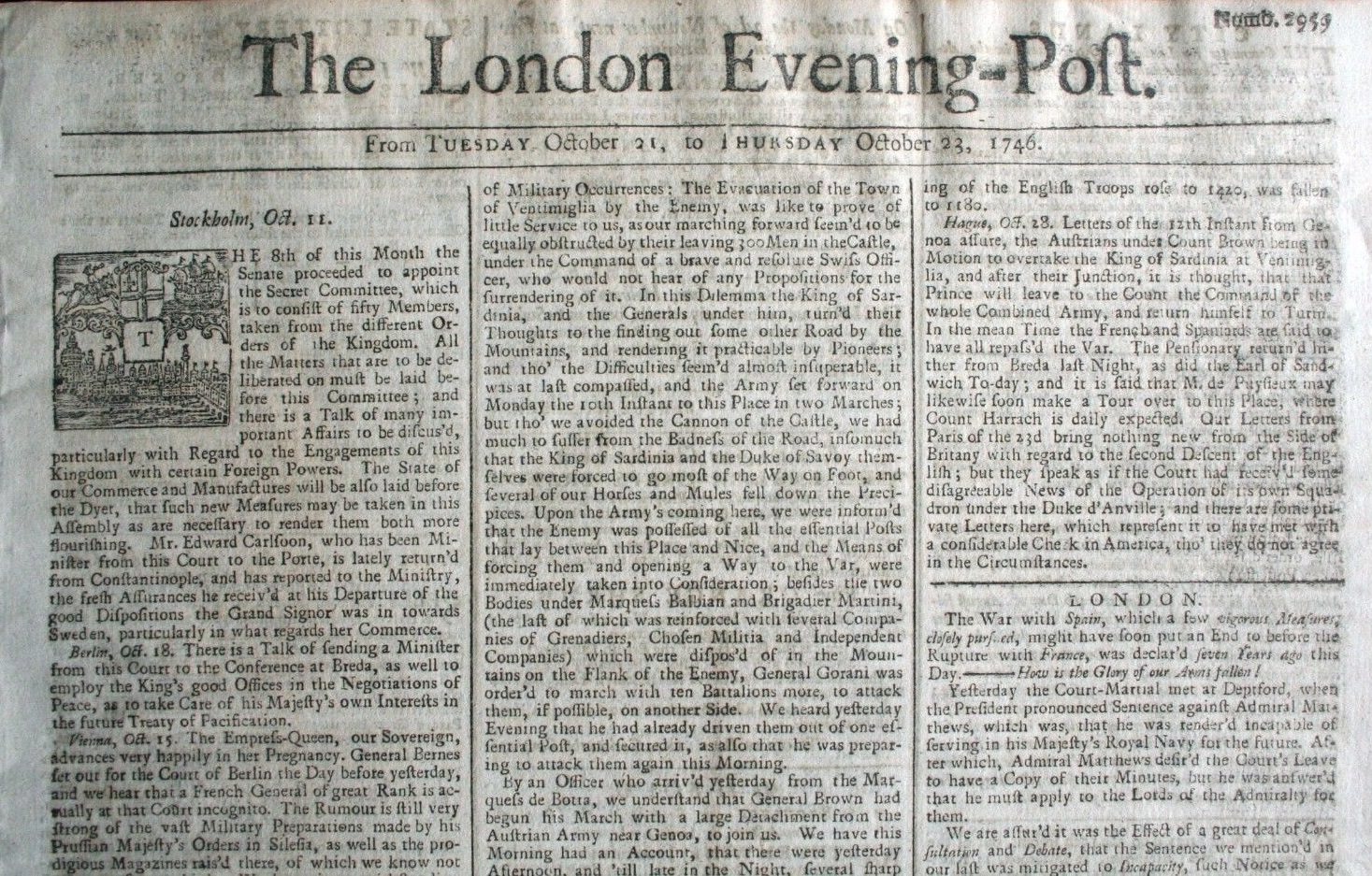
1746

London Evening Post foi um jornal periódico inglês de tendência conservadora do Reino Unido., que defendia o Jacobismo. Foi publicado no período de  1727 a 1797, e considerado "o mais importante jornal inglês durante o período entre as administrações dos primeiros-ministros Robert Walpole e Frederick North, 2.º Conde de Guilford".